# کالین گاروود
کالین گاروود (انگلیسی: Colin Garwood؛ زادهٔ ۲۹ ژوئن ۱۹۴۹) بازیکن فوتبال اهل بریتانیا است.
از باشگاه‌هایی که در آن بازی کرده‌است می‌توان به باشگاه فوتبال پیتربورو یونایتد، باشگاه فوتبال پورتسموث، باشگاه فوتبال اولدهام اتلتیک، باشگاه فوتبال کولچستر یونایتد، باشگاه فوتبال بوستون یونایتد، و باشگاه فوتبال هادرزفیلد تاون اشاره کرد.